# Loch Avon
Loch Avon är en sjö i Storbritannien.   Den ligger i kommunen Moray och riksdelen Skottland, i den norra delen av landet, 700 km norr om huvudstaden London. Loch Avon ligger 724 meter över havet. Arean är 0,29 kvadratkilometer. Trakten runt Loch Avon består i huvudsak av gräsmarker. Den sträcker sig 1,2 kilometer i nord-sydlig riktning, och 1,2 kilometer i öst-västlig riktning.